# Honavar
Honavar là một thị xã panchayat của quận Uttara Kannada thuộc bang Karnataka, Ấn Độ.

## Địa lý
Honavar có vị trí 14°17′B 74°27′Đ / 14,28°B 74,45°Đ Nó có độ cao trung bình là 3 mét (9 feet).

## Nhân khẩu
Theo điều tra dân số năm 2001 của Ấn Độ, Honavar có dân số 17.833 người. Phái nam chiếm 51% tổng số dân và phái nữ chiếm 49%. Honavar có tỷ lệ 78% biết đọc biết viết, cao hơn tỷ lệ trung bình toàn quốc là 59,5%: tỷ lệ cho phái nam là 83%, và tỷ lệ cho phái nữ là 74%. Tại Honavar, 11% dân số nhỏ hơn 6 tuổi.